# Glencore
Glencore International AG (абревіатура від Global Energy Commodities and Resources, переклад на українську «Глобальні енергетичні сировинні товари і ресурси», колишня назва Marc Rich + Co AG) — швейцарська трейдингова компанія, один з найбільших у світі постачальників сировинних товарів і рідкісноземельних матеріалів. У 2006 році за оборотом компанія займала 6-е місце серед європейських компаній.